# Amtsgericht
 (mars 2016).
Si vous disposez d'ouvrages ou d'articles de référence ou si vous connaissez des sites web de qualité traitant du thème abordé ici, merci de compléter l'article en donnant les références utiles à sa vérifiabilité et en les liant à la section « Notes et références ».

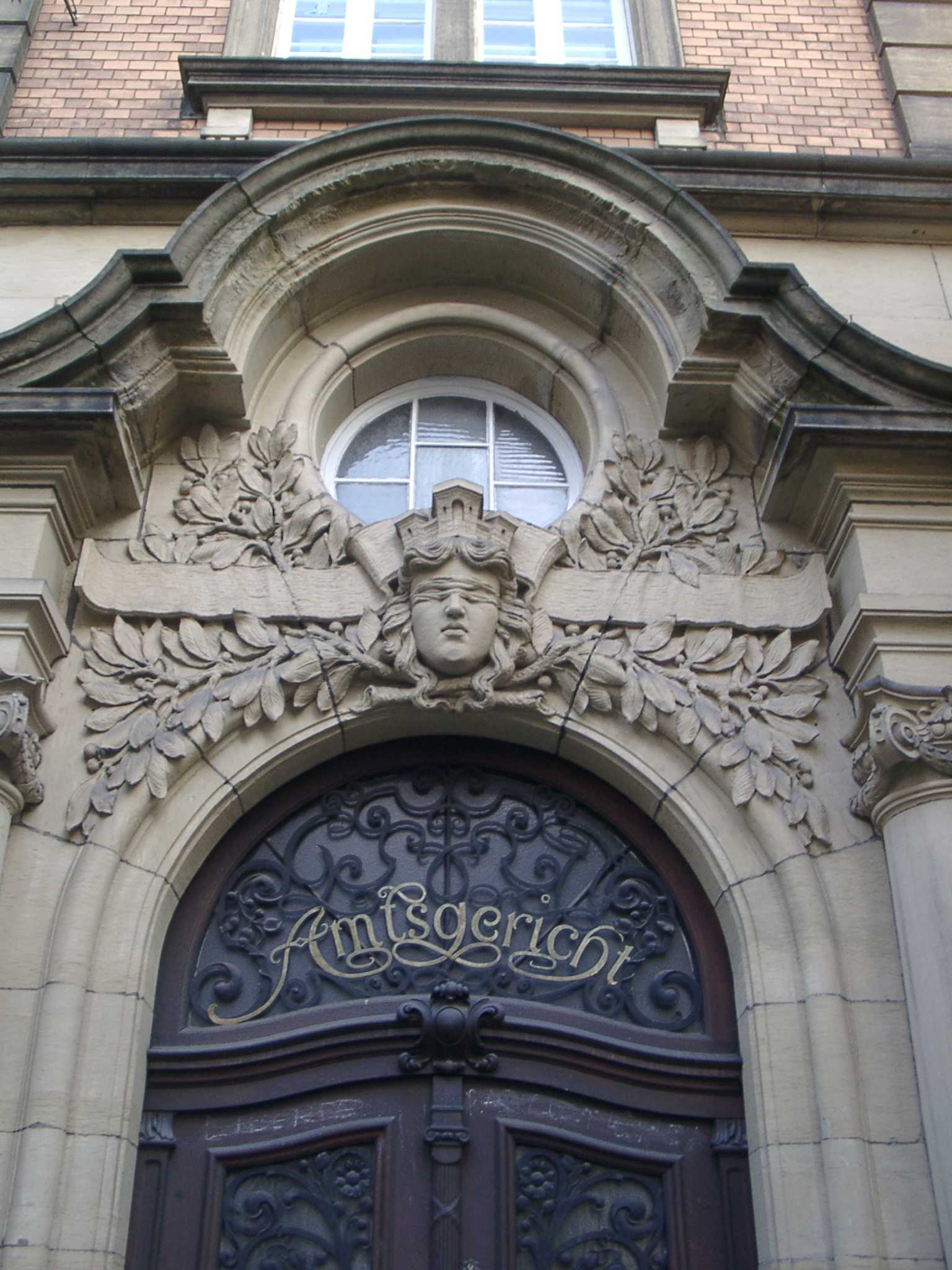
Façade de lAmtsgericht de Weinheim avec la justice aux yeux bandés.

Un Amtsgericht (prononcé [ˈamt͡sɡəˌʀɪçt]  ; pluriel : Amtsgerichte) est un tribunal de première instance en Allemagne. Il s'agit du premier degré de juridiction du droit allemand où sont jugés la plupart des litiges civils et criminels. Le degré supérieur de juridiction est le Landgericht.
Il existe 640 Amtsgerichte en Allemagne.